# Liste der Mitglieder der American Academy of Arts and Sciences/1860
Im Jahr 1860 wählte die American Academy of Arts and Sciences 11 Personen zu ihren Mitgliedern.

## Neugewählte Mitglieder
- Frederick Augustus Porter Barnard (1809–1889)
- John William Dawson (1820–1899)
- Heinrich Wilhelm Dove (1803–1879)
- Ephraim Whitman Gurney (1829–1886)
- Horatio Balch Hackett (1808–1875)
- Rudolf Albert von Kölliker (1817–1905)
- John LeConte (1818–1891)
- Simon Newcomb (1835–1909)
- Charles Eliot Norton (1827–1908)
- William Dwight Whitney (1827–1894)
- Chauncey Wright (1830–1875)